# Zipfův zákon
Zipfův zákon (anglicky Zipf's law) je označení pro pravidlo matematické analýzy jazyků, které zformuloval americký jazykovědec George Kingsley Zipf. Toto pravidlo, používané především v kryptografii, říká, že v každém textu, který je psán v přirozeném jazyce (tj. jazyce vzniklém přirozeným vývojem), existuje jisté rozdělení četnosti výskytu určitých slov a to od slova s nejvyšším výskytem, které má rank 1 až po rank n, který označuje slovo s nejmenším výskytem v daném textu a tyto četnosti mají tvar pravidelně klesající křivky. Za tuto distribuci pravděpodobně může kombinace syntaxe a sémantiky.

## Další výskyt
V sociální geografii je tato mocninná funkce známá pod názvem pravidlo velikostního pořadí (měst) (anglicky rank-size rule) nebo Jacksonův zákon, v ekologii pod názvem Korčákův zákon (anglicky Korcak's law). Z hlediska teorie pravděpodobnosti se jedná o aplikace Paretova rozdělení.